# The French Laundry
The French Laundry is een driesterrenrestaurant in Yountville in de Amerikaanse, regio Napa County (Californië). Het restaurant is al elk jaar genoteerd in de lijst van 50 beste restaurants van het tijdschrift Restaurant Magazine, waarvan ook meerdere jaren hoog genoteerd. De zaak is gevestigd in een als monument erkend en op 19 april 1978 in het National Register of Historic Places opgenomen pand uit het jaar 1900. 

## Geschiedenis
Chef-kok en eigenaar Thomas Keller nam het restaurant over in 1994 van de vorige eigenaars, Don en Sally Schmitt, en behield de naam van de zaak. 
In Restaurant Magazine werd het restaurant een eerste maal genoteerd in de eerste top 50 lijst van 2002, op een derde positie. Van 2002 tot 2008 werd het restaurant met wisselende posities telkenmale bij de beste 5 genoteerd, met in 2003 en 2004 de hoogste score. Vanaf 2009 bleef het restaurant genoteerd maar daalde het restaurant wel in de rangschikking. In de debuuteditie van de Guide Michelin van San Francisco en de Bay Area kreeg het restaurant in 2006 drie sterren. Anthony Bourdain stelde dat The French Laundry "the best restaurant in the world, period" is.